# Tào Cung bá
Tào Cung bá (chữ Hán: 蔡宮伯; trị vì: 934 TCN - 895 TCN), tên thật là Cơ Hầu (姬侯), là vị vua thứ tư của nước Tào – chư hầu nhà Chu trong lịch sử Trung Quốc.
Cơ Hầu là con của Tào Trọng quân – vua thứ 3 nước Tào. Sau khi Trọng quân mất, Cơ Hầu lên thay, tức là Tào Cung bá.
Sử sách không ghi chép sự kiện xảy ra liên quan tới nước Tào trong thời gian ông làm vua.
Khoảng năm 895 TCN, Tào Cung bá qua đời. Con ông là Cơ Vân lên nối ngôi, tức là Tào Hiếu bá.